# Арон Шмідгубер
Арон Шмідгубер (нім. Aron Schmidhuber, нар. 28 лютого 1947, Оттобрунн, Баварія) — німецький футбольний арбітр. Арбітр ФІФА у 1982—1994 роках.

## Кар'єра
З 1977 року обслуговував матчі Другої Бундесліги. Дебютував у першій Бундеслізі як головний арбітр в 1980 році і загалом там провів 143 ігор, а також відсудив 26 матчів на рівні збірних. У 1990 році на чемпіонаті світу в Італії, він, в статусі головного арбітра, провів дві гри (Англія — Ірландія 1:1, Іспанія — Югославія 1:2 д. ч.), на чемпіонаті Європи у Швеції в 1992 році, він був головним суддею гри Данія — Швеція. На цих турнірах Шмідхубер не міг судити подальші ігри, оскільки німецька збірна була у фіналі обох турнірів, що унеможливило роботу німецьких суддів в тих іграх. Крім цього, Шмідгубер провів на цих турнірах по одній грі як суддя на лінії. Також працював на молодіжному чемпіонаті світу 1989 року в Саудівській Аравії, де відсудив три гри, в тому числі фінал.
Арон Шмідгубер привів понад 100 міжнародних ігор на рівні клубів — в тому числі, фінал Кубка європейських чемпіонів 1991/92 між «Барселоною» і «Сампдорією» на стадіоні «Вемблі» в Лондоні, матч фіналу Кубка УЄФА в 1990 році («Фіорентина» проти «Ювентуса»), фінал Суперкубка УЄФА («Порту» проти «Аякса») в 1987 році.
Завершив суддівську кар'єру у 1994 році через вікові обмеження. Надалі став працювати спостерігачем УЄФА в Лізі чемпіонів і Лізі Європи

## Нагороди
- Володар призу «Арбітр року в Німеччині»: сезони 1987, 1991 і 1992[2][3]
- Володар призу «Арбітр року» за версією IFFHS: 1992